# Julius Dusin Gitom
Julius Dusin Gitom (ur. 14 października 1957 w Kampung Loltos) – malezyjski duchowny rzymskokatolicki, od 2007 biskup Sandakan.

## Życiorys
Święcenia kapłańskie otrzymał 19 listopada 1989 i został inkardynowany do diecezji Kota Kinabalu. Studiował w Rzymie i Manili. Pracował głównie jako duszpasterz parafialny oraz jako wykładowca seminarium w Kuching.
16 lipca 2007 został mianowany biskupem nowo powstałej diecezji Sandakan. Sakry biskupiej udzielił mu 15 października 2007 abp Salvatore Pennacchio.